# Gunnar Rosenborg (industriman)
Erik Gunnar Ingemar Rosenborg, född den 19 september 1923 i Luleå, död den 31 oktober 2010 i Lund, var en svensk företagsledare. Han var son till Emil Rosenborg.
Rosenborg avlade studentexamen i Kristianstad 1943 och avgångsexamen vid Kungliga tekniska högskolan 1948. Han anställdes vid institutionen för byggnadsteknik vid Kungliga tekniska högskolan 1948 och var lärare där 1949–1955. Rosenborg anställdes vid Stockholms siporexfabrik 1952 och blev chef för byggnadstekniska avdelningen där samma år, försäljningchef 1955. Han var fackredaktör vid Teknisk tidskrift 1950–1954 och bedrev företagsekonomiska studier vid Handelshögskolan 1954–1955. Rosenborg blev vice verkställande direktör för Lättbetong 1958, verkställande direktör där 1967, för Skandinaviska eternitaktiebolaget 1969, vice verkställande direktör för Cementa 1969, verkställande direktör för Interoc 1972 och för Gyproc 1975. Han var direktör i Euroc 1980–1988. Rosenborg var styrelseledamot i Svensk byggtjänst från 1974, ordförande där 1987–1994, styrelseledamot i Svenska Industriens Standardiseringskommission 1976–1987, ordförande i Byggstandardiseringen 1976–1986, ordförande i Industrins Byggmaterialgrupp 1979–1989, ordförande i Statens provningsanstalt 1980–1989 och medlem av Ingenjörsvetenskapsakademiens industriella råd 1980–1988. Han publicerade Siporexhandboken (1955) och artiklar i facktidskrifter.
Rosenborg vilar på Gladhammars kyrkogård.